# Деликипос
Делѝкипос (на гръцки: Δελίκηπος) е село в Кипър, окръг Ларнака. Според статистическата служба на Република Кипър през 2001 г. селото има 8 жители.
Намира се на 4 km западно от Корнос.